# جيومتري داش
جيومتري داش (بالإنجليزية: Geometry Dash)‏ هي لعبة منصات من تطوير المطور السويدي روبرت توبالا، ومن نشر شركته روب توب للألعاب.
تعتبر جيومتري داش لعبة إيقاعية تحتوي على 22 مرحلة رسمية، كما تحتوي على نظام صنع مراحل من قبل اللاعبين فيه أكثر من 50 مليون مرحلة.

## طريقة اللعب
تقوم شخصية اللاعب بالتحرك بشكل تلقائي بينما يقوم اللاعب بالتحكم بقفزات وتحركات الشخصية الأخرى. الهدف الرئيسي في اللعبة هو الوصول إلى نهاية المرحلة بدون الاصطدام بأي من العوائق، وفي حالة الاصطدام بأي عائق يعود اللاعب لبداية المرحلة. بإمكان شخصية اللاعب أن تتغير إلى سبعة أشكال مختلفة، لكل شكل التحكم وطريقة اللعب الخاصة به، ويتغير شكل الشخصية عند الدخول إلى بوابة من بين سبع بوابات لكل بوابة لون محدد، كما توجد بوابات أخرى بإمكانها تغيير طور اللعبة كإضافة شخصية ثانية.
تحتوي اللعبة على 22 مرحلة رسمية، 18 منهم متاحون للعب منذ البداية وكل مرحلة تحتوي على 3 عملات مخفية يتم إستعمالها في فتح المراحل الثلاث المغلقة. تم تقسيم المراحل حسب الصعوبة، ويتم إعطاء عدد معين من النجوم لكل مرحلة حسب صعوبتها.

## وصلات خارجية
- جيومتري داش على موقع Google Play (الإنجليزية)